# Roelof Kruisinga

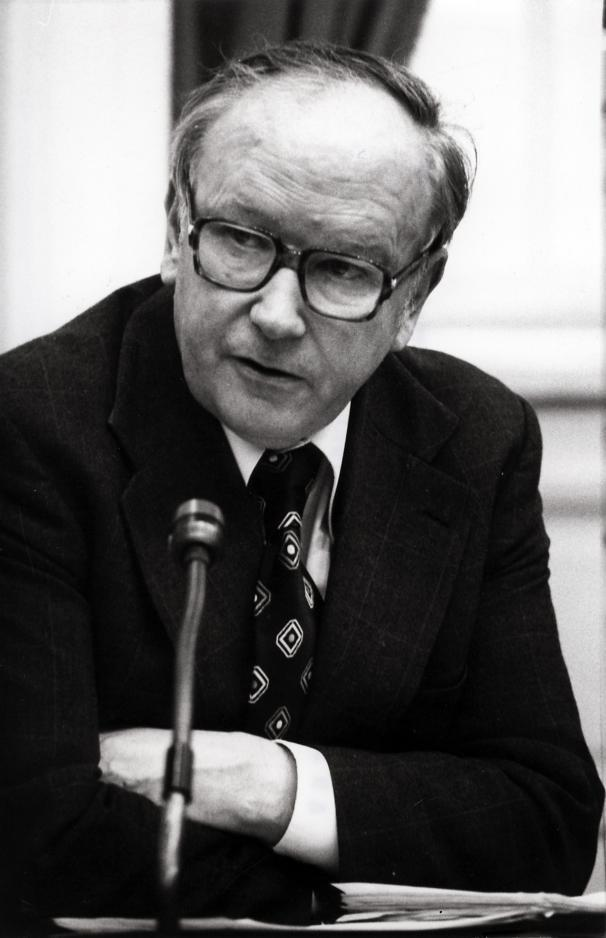
Roelof Kruisinga (1978)

Roelof Johannes Hendrik Kruisinga (* 27. August 1922 in Grijpskerke, Provinz Zeeland; † 7. Dezember 2012 in Wassenaar, Provinz Südholland) war ein niederländischer Arzt und Politiker der Christelijk-Historische Unie (CHU) bzw. ab 1977 des Christen-Democratisch Appèl (CDA). 
Er war Vorsitzender der CHU-Fraktion in der Zweiten Kammer sowie politischer Leiter seiner Partei (1973–1977) und von 1977 bis 1978 Verteidigungsminister der Niederlande. Kruisinga war von 1979 bis 1982 Vizepräsident der Weltgesundheitsorganisation (WHO) und zuletzt Mitglied der Ersten Kammer der Generalstaaten (1981–1991).

## Arzt und Medizinalbeamter
Kruisinga, dessen Vater ebenfalls Arzt war, begann nach dem Besuch der Grundschulen in Grijskerke und Ruurlo sowie der Rijks Hogere Burgerschool in Zutphen sowie Leeuwarden während der Besetzung der Niederlande durch die deutsche Wehrmacht 1941 zunächst ein Studium an der Landwirtschaftsschule in Leeuwarden. 1941 begann er mit einem Studium der Medizin an der Reichsuniversität Groningen, das er jedoch nach seiner Verhaftung durch den Sicherheitsdienst des Reichsführers SS während des Zweiten Weltkrieges unterbrechen musste.
Nach Kriegsende setzte er das Studium fort und schloss dieses am 12. Oktober 1950 cum laude ab. Nachdem er zwischenzeitlich von 1946 und 1950 bereits als Forschungsassistent an der Reichsuniversität Groningen tätig gewesen war, arbeitete er nach Abschluss des Studiums zwischen 1951 und 1956 dort als Wissenschaftlicher Assistent für Hals-Nasen-Ohren-Heilkunde und leistete daneben zwischen 1951 und 1953 seinen Militärdienst bei den Streitkräften. Nach weiteren postgradualen Studien an der University of Aberdeen sowie dem Magdalen College der University of Oxford erfolgte am 2. November 1955 an der Reichsuniversität Groningen seine Promotion zum Dr. med., die er mit einer Dissertation mit dem Titel Over de validiteit van het gehoororgaan ebenfalls cum laude abschloss.
Danach ließ er sich zwischen 1956 und 1960 als Arzt für Hals-Nasen-Ohren-Heilkunde in Leeuwarden nieder und war danach vom 1. April 1960 bis 1. September 1962 im Regierungsdienst als Medizinalinspekteur für Volksgesundheit in der Provinz Friesland tätig. Daraufhin wechselte Kruisinga in das Ministerium für soziale Angelegenheiten und Volksgesundheit (Ministerie van Sociale Zaken en Volksgezondheid) und war dort anfangs vom 1. September 1962 bis 1964 Direktor für wissenschaftliche Forschung und Planung sowie im Anschluss bis zum 1. Juni 1965 Direktor für Gesundheitsschutz. Nachdem er zeitgleich kommissarischer Generaldirektor für Volksgesundheit war, fungierte er zwischen dem 1. Juni 1965 und dem 18. April 1967 als Generaldirektor für Volksgesundheit im Ministerium für soziale Angelegenheiten und Volksgesundheit.
Des Weiteren engagierte sich Kruisinga in verschiedenen Organisationen und war 1961 Vorstandsmitglied der Psychiatrischen Einrichtung Licht en Kracht in Assen sowie zwischen 1961 und 1964 Vorsitzender der Reformierten Vereinigung für Geistes- und Nervenkranke. Ferner war er bis 1967 Mitglied der Nationalen Planungskommission (Rijksplanologische Commissie).

## Staatssekretär und Mitglied der Zweiten Kammer

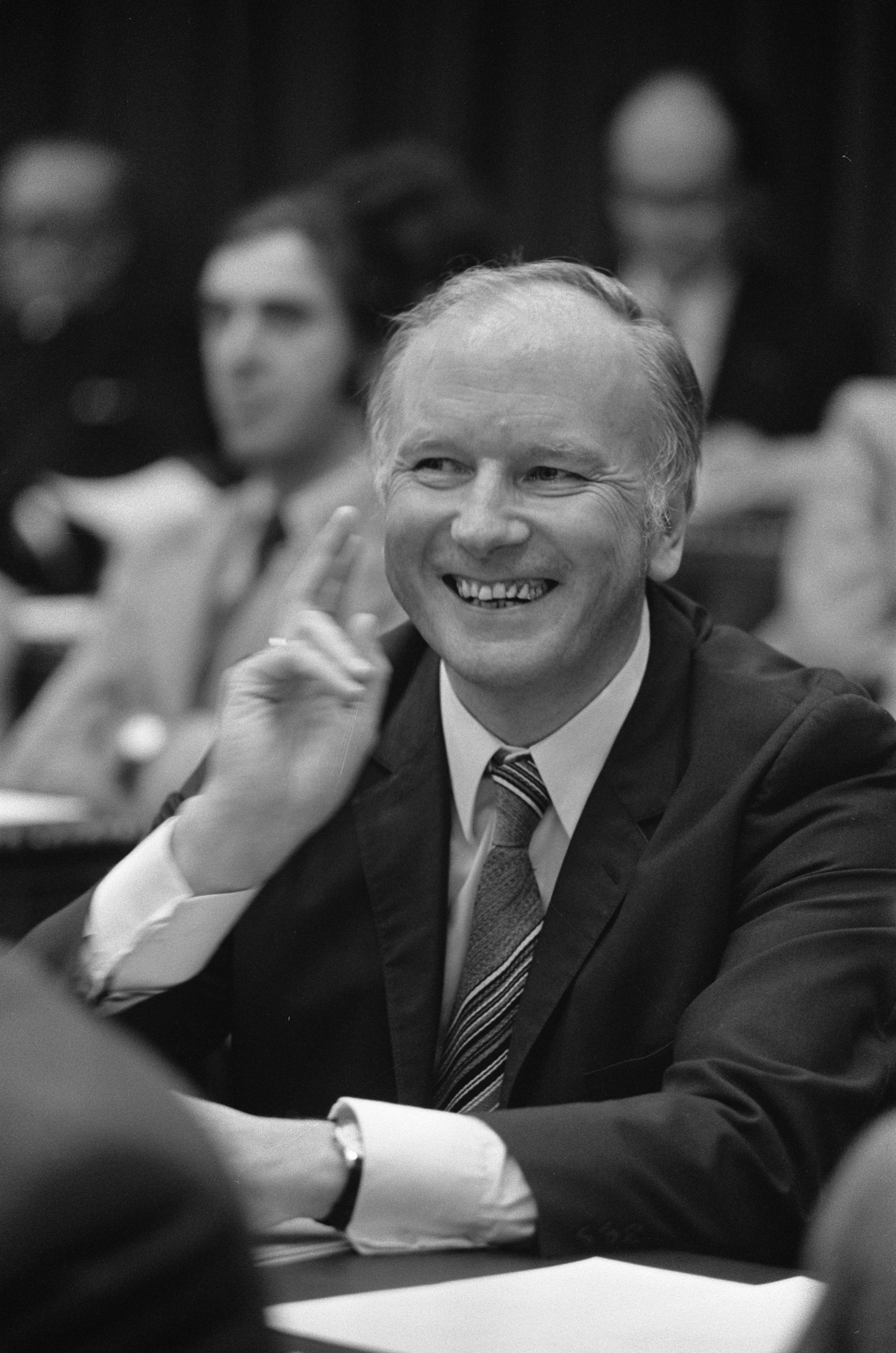
Kruisinga während einer Plenarsitzung der Zweiten Kammer (1973)

Bereits während seiner Assistenzzeit begann er sein politisches Engagement in der protestantisch-konservativen Partei Christelijk-Historische Unie (CHU) und war zunächst von 1952 bis 1953 Sekretär des CHU-Kreisverbandes Groningen sowie zwischen 1956 und 1991 Vorsitzender der CHU beziehungsweise später der CDA von Leeuwarden. Neben seiner Beamtentätigkeit fungierte er von 1960 bis 1965 als Vorsitzender der CHU-Kommission für Volksgesundheit. 
Am 18. April 1967 wurde Kruisinga von Ministerpräsident Piet de Jong zum Staatssekretär für Volksgesundheit im Ministerium für soziale Angelegenheiten und Volksgesundheit (unter Bauke Roolvink, ARP) ernannt und übte dieses Amt im Kabinett De Jong bis zum 6. Juli 1971 aus.
Bei der Parlamentswahl im April 1971 wurde er für die CHU in die Zweite Kammer der Generalstaaten gewählt, legte sein Mandat aber nach drei Monaten nieder, da es nicht mit einem Regierungsamt vereinbar war. In der Zeit war er ab dem 29. April 1971 stellvertretender Vorsitzender und danach vom 6. bis 26. Juli 1971 Vorsitzender der Fraktion der CHU.
Der neue Ministerpräsident Barend Biesheuvel ernannte ihn am 28. Juli 1971 zum Staatssekretär für Verkehrsangelegenheiten sowie Kontrolle von Luft- und Wasserverunreinigungen im Ministerium für Verkehr und Wasserstraßen (Ministerie van Verkeer en Waterstaat) unter dem Minister Willem Drees jr. (DS’70). Zusätzlich übernahm Kruisinga am 1. Juni 1972 in diesem Ministerium auch die Zuständigkeit für Post, Telegrafie und Telekommunikation und behielt das Amt des Staatssekretärs im Kabinett Biesheuvel bis zum 20. März 1973. Außerdem bekleidete er von 1971 bis 1975 die Funktion des Vorsitzenden der Vereinigung für Gerontologie.
Nach dem Scheitern der Regierung Biesheuvel wurde Kruisinga infolge der vorgezogenen Neuwahl im November 1972 erneut Mitglied der Zweiten Kammer der Generalstaaten, diesmal bis zum 19. Dezember 1977. Vom 1. Juli 1973 bis zum 25. Mai 1977 war er abermals Vorsitzender der CHU-Fraktion in dieser Kammer sowie zeitgleich politischer Führer der Partei (partijleider). Des Weiteren war er vom 15. November 1973 bis März 1976 Vorsitzender einer Sonderkommission der Zweiten Kammer für einen Gesetzentwurf zur Gründung eines Wissenschaftsrates zur Beratung der Regierung.
Die CHU stand von 1973 bis 1977 in Opposition zur Mitte-links-Koalition des Kabinetts Den Uyl, während die beiden anderen christlichen Parteien, Katholieke Volkspartij (KVP) und Anti-Revolutionaire Partij (ARP) der Regierung angehörten. Dennoch trieb Kruisinga in dieser Zeit zusammen mit Frans Andriessen (KVP) und Willem Aantjes (ARP) die Vereinigung der drei christlichen Parteien voran, die 1977 in der gemeinsamen Wahlliste Christen-Democratisch Appèl (CDA) resultierte. Nach der Parlamentswahl im Mai 1977 bildeten die Abgeordneten von KVP, ARP und CHU in der Zweiten Kammer eine gemeinsame Fraktion, in der Kruisinga als Leiter der kleinsten der drei Parteien bis zum 19. Dezember 1977 den Posten des Zweiten Vizevorsitzenden übernahm.
Am 8. Juni 1973 wurde Kruisinga, der auch mit dem Ritterkreuz des Orden vom Niederländischen Löwen ausgezeichnet wurde, Kommandeur des Orden von Oranien-Nassau.

## Verteidigungsminister, WHO-Funktionär und Mitglied der Ersten Kammer
Ministerpräsident Dries van Agt berief ihn am 19. Dezember 1977 zum Verteidigungsminister (Minister van Defensie) in dessen erstem Kabinett. Als einziges Regierungsmitglied sprach sich Kruisinga gegen die Produktion der Neutronenwaffe durch den NATO-Partner USA aus und trat aus diesem Grund nach weniger als drei Monaten im Amt am 4. März 1978 zurück.
Am 16. August 1978 ging Kruisinga zur Weltgesundheitsorganisation (WHO), für die er zunächst bis zum 1. Juni 1979 als Berater für Umweltschutz tätig war, ehe er anschließend vom 1. Juni 1979 bis Mai 1982 Mitglied des Exekutivrates und Vizepräsident der WHO war. Außerdem war er 1979 Vorsitzender des Verwaltungsrates der Internationalen Agentur für Krebsforschung.
Darüber hinaus war Kruisinga zwischen dem 10. Juni 1981 und dem 11. Juni 1991 Mitglied der Ersten Kammer der Generalstaaten, wo er den Christen-Democratisch Appèl (CDA) vertrat. Dieser war 1980 von einer Wahl- und Fraktionsgemeinschaft zu einer einheitlichen Partei erstarkt. Zugleich fungierte er vom 23. Juni 1981 bis zum 23. Juni 1987 Vorsitzender des Ständigen Ausschusses der Ersten Kammer für Landwirtschaft und Fischerei sowie anschließend bis zum 11. Juni 1991 Vorsitzender des Ständigen Ausschusses der Ersten Kammer für Organisationen der europäischen Zusammenarbeit und zeitgleich kommissarischer Vorsitzender des Ständigen Ausschusses für auswärtige Angelegenheiten.
Während dieser Zeit war er vom 1. November 1982 bis 1987 auch Vorsitzender der Projektorganisation für akademische Krankenhäuser sowie seit 1987 Vorsitzender des Aufsichtsrates von STERLAB, eine Stiftung für Laboratorien zur Anerkennung von Elternschaften. Ferner war er zwischen 1990 und 2000 Honorargeneralkonsul von Slowenien.
Nach seinem Ausscheiden aus der aktiven Politik wurde bekannt, dass der niederländische Inlandsgeheimdienst Binnenlandse Veiligheidsdienst (BVD) eine Akte über Kruisinga geführt und ihn in den 1970er-Jahren als Sicherheitsrisiko betrachtet hatte. Hintergrund waren seine Kontakte nach Osteuropa und sein starker Alkoholkonsum, aber wohl auch seine öffentlich geäußerte Ablehnung von Kern- und insbesondere Neutronenwaffen. Kruisinga verlangte 1997 Akteneinsicht nach dem niederländischen Informationsfreiheitsgesetz und bekam 52 Seiten ausgehändigt. Er klagte, da er annahm, dass diese nicht vollständig und die Akten tatsächlich umfangreicher seien.